# 2594 Acamas
2594 Acamas (1978 TB) là một thiên thể Troia của Sao Mộc, trong nhóm Troia, được phát hiện ngày 4 tháng 10 năm 1978 bởi Kowal, C. ở Palomar.